# Ро Лев Михайлович
Лев Миха́йлович Ро (* 21 жовтня (2 листопада) 1883, село Новосаратовка, нині Ленінградської області Росії — † 14 вересня 1957, Київ) — український плодовод-селекціонер.

## Біографія
1902 року закінчив Пензенське училище садівництва.
Працював у навчальних і науково-дослідних установах України — в Умані, Полтаві, Млієві, Сімферополі та ін. Від 1933 року — професор.
Лауреат Сталінської премії (1951).

## Праці
Праці з питань біології і селекції плодових рослин. Ро створив багатий гібридний фонд плодових культур (12 сортів яблуні й один груші).